# The Royal Scam
The Royal Scam ist das fünfte Album von Steely Dan. Es wurde im Mai 1976 veröffentlicht. 
Das Album wurde mit Platin ausgezeichnet und erreichte Platz 15 der US-Charts. Das Album ist relativ Gitarren-orientiert, es spielten Larry Carlton, Denny Dias, Elliott Randall, Walter Becker und Dean Parks. 
In einem BBC-Interview im Jahr 2000 sagten Becker und Fagen, dass der Titel Kid Charlemagne von Owsley Stanleys Lebensgeschichte inspiriert wurde.

## Plattenhülle
Das Album-Cover zeigt einen auf einer Bank schlafenden Mann in einem Anzug unter Wolkenkratzern mit Tierköpfen. Das Cover wurde von Larry Zox gestaltet. In den Liner Notes des Album-Remasters von 1999 bezeichneten Fagen und Becker die Plattenhülle als „das hässlichste Album-Cover der siebziger Jahre, mit Ausnahme vielleicht von Can’t Buy a Thrill“.

## Rezeption
Der Rolling Stone gab in seiner Hall of Fame dem Album die maximale Punktzahl.

## Titelliste
Alle Songs stammen von Walter Becker und Donald Fagen, sofern nicht anders angegeben. 
Seite 1   
1. Kid Charlemagne, 4:38, Gitarrensolo von Larry Carlton
2. The Caves of Altamira, 3:33, Tenor Saxophon-Solo von John Klemmer
3. Don’t Take Me Alive, 4:16, Gitarrensolo von Larry Carlton
4. Sign in Stranger, 4:23, Pianosolo von Paul Griffin, Gitarrensolo von Elliott Randall
5. The Fez (Becker, Fagen, Paul Griffin), 4:01, Gitarren-Solo von Walter Becker

Seite 2   
1. Green Earrings, 4:05, Gitarren-Soli von Denny Dias (1.) und Elliott Randall (2.)
2. Haitian Divorce, 5:51, Gitarrensolo von Dean Parks, Talkbox von Walter Becker ergänzt
3. Everything You Did, 3:55, Gitarrensolo von Larry Carlton
4. The Royal Scam, 6:30, Gitarrensolo von Larry Carlton

## Kommerzieller Erfolg

### Chartplatzierungen
| ChartsChartplatzierungen       | Höchstplatzierung | Wochen |
| ------------------------------ | ----------------- | ------ |
| Vereinigte Staaten (Billboard) | 15 (29 Wo.)       | 29     |
| Vereinigtes Königreich (OCC)   | 11 (13 Wo.)       | 13     |

### Auszeichnungen für Musikverkäufe
| Land/Region                  | Auszeichnungen für Musikverkäufe (Land/Region, Auszeichnung, Verkäufe) | Verkäufe  |
| ---------------------------- | ---------------------------------------------------------------------- | --------- |
| Kanada (MC)                  | Gold                                                                   | 50.000    |
| Vereinigte Staaten (RIAA)    | Platin                                                                 | 1.000.000 |
| Vereinigtes Königreich (BPI) | Silber                                                                 | 60.000    |
| Insgesamt                    | 1× Silber · 1× Gold · 1× Platin ·                                      | 1.110.000 |